# Kroatische parlementsverkiezingen 2000
Op 3 februari 2000 vonden er verkiezingen voor het Kroatische parlement plaats. Het waren de vierde parlementsverkiezingen.
De heersende Kroatische Democratische Unie ging mede door de crisis in Zagreb, protesten en verschillende corruptieschandalen die aan het licht kwamen als een zwakkere partij de verkiezingen in. Maar de belangrijkste factor was de verslechterende gezondheid van de Kroatische President Franjo Tuđman. Binnen de partij was er onenigheid over wie de partij moest gaan leiden.
Aan de andere kant gingen de twee grootste oppositiepartijen redelijk sterk de verkiezingen in. De Sociaaldemocratische Partij van Kroatië en de Kroatische Sociaal-Liberale Partij hadden in 1998 besloten een coalitie te vormen en hadden zich al een jaar lang voorbereid op de verkiezingen. In eerste instantie waren ook de Kroatische Boerenpartij, de Kroatische Volkspartij, de Istrische Democratische Assemblee en de Liberale Partij deel van deze coalitie. Maar toen Tuđmans gezondheid verslechterde waren de twee grote partijen ervan overtuigd dat zij het wel konden redden zonder de anderen. De vier vormden daarna een apart blok.
Na Tuđmans dood werd de datum voor de verkiezing om grondwettelijke redenen almaar verschoven. Er werd gespeculeerd dat de HDZ de verkiezingen tijdens Kerstmis wilden houden, omdat dan de meeste Kroaten wonende in het buitenland thuis zouden zijn, en die stemmen vaak HDZ. De uiteindelijke stemdatum werd echter niet kerst, maar 3 januari.
Toen de verkiezingen dichterbij kwamen werd de uitslag steeds duidelijker. De heersende HDZ was gedemoraliseerd en rouwde om het verlies van hun leider. De opkomst was het hoogste sinds 1990, en toonde aan dat de Kroatische bevolking een nieuwe regering wilde hebben.
Uiteindelijk kreeg de coalitie van de SDP-HSLS samen met de vier andere partijen de meeste stemmen. Ivica Račan werd de nieuwe minister-president van Kroatië.

## Verkiezingsuitslag

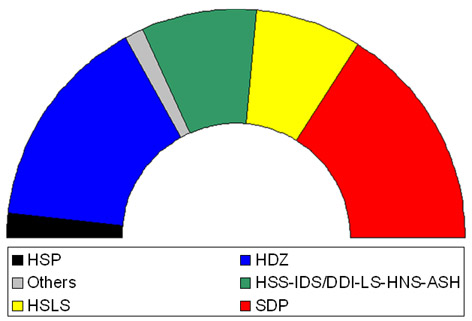
Diagram met de verkiezingsuitslagen

|  | Party                  | Aantal stemmen | Percentage stemmen | Aantal zetels | Percentage zetels |
|  | ---------------------- | -------------- | ------------------ | ------------- | ----------------- |
|  | HSP                    | 152.699        | 5,19%              | 5             | 3,31%             |
|  | HDZ                    | 790.728        | 26,88%             | 49            | 32,45%            |
|  | HSS-IDS/DDI-LS-HNS-ASH | 432.527        | 14,70%             | 25            | 16,55%            |
|  | HSLS                   | 347.590        | 11,82%             | 22            | 14,57%            |
|  | SDP                    | 784.192        | 26,46%             | 46            | 30,46%            |
|  | Anderen                | 392.209        | 13,33%             | 4             | 2,65%             |
|  | Totaal                 | 2.941.306      |                    | 151           |                   |